# Pagny-lès-Goin
Pagny-lès-Goin è un comune francese di 239 abitanti situato nel dipartimento della Mosella nella regione del Grand Est.

## Società

### Evoluzione demografica
Abitanti censiti